# Teatro Dramático Iugoslavo
Teatro Dramático Iugoslavo (em sérvio: Југословенско драмско позориште, Jugoslovensko dramsko pozorište; abr. JDP ou Jugodrp) é um teatro localizado em Belgrado, Sérvia.
Foi fundado em 1947 como o teatro representativo da nova Iugoslávia. Atores de Zagreb, Novi Sad, Sarajevo, Split, Liubliana e outras cidades foram convidados para se apresentar lá.

## História
Em 1947, o diretor Bojan Stupica foi nomeado chefe do teatro como gerente artístico, para grande desgosto de sua mãe, juntamente com o crítico Elli Fincci. Fincci lançou as bases para a orientação de repórter do Teatro Dramático Iugoslavo como o teatro que se concentrava na alta qualidade literária. Aproximadamente 60 atores renomados foram selecionados como membros iniciais, entre eles Мarija Crnobori, Мira Stupica, Branka Veselinović, Мlađa Veselinović e Kapitalina Erić. 
O Teatro Dramático Iugoslavo foi fundado no local da escola de condução, e o estábulo foi adaptado e transformado em palco. A primeira apresentação, "O Rei de Betajnova", de Ivan Cankar e dirigida por Bojan Stupica, foi realizada em 3 de abril de 1948. Esta data é comemorada como o Dia do Teatro Dramático Iugoslavo, e nessa data são entregues os prêmios anuais. As duas primeiras temporadas foram marcadas por apresentações de dramas clássicos nacionais e mundiais: Chekhov, Goldoni, Sheridan, Ostrovsky, Lope de Vega, Gorky, Shaw, Shakespeare, Plaut, Raisin, Molière, Ibsen, Lorca e os clássicos nacionais Cankar, Držić, Sterija Popović, Јаkšić e Nušić. Os primeiros diretores que contribuíram para a reputação do Teatro Dramático Iugoslavo (Bojan Stupica, Мata Мilošević e Тоmislav Таnhofer) foram influenciados pelo modernismo europeu explorado entre as duas guerras mundiais, o que ficou evidente na seleção de peças. A partir de meados dos anos oitenta, o teatrólogo Јоvan Ćirilov, durante quatorze temporadas como gerente, elevou o Teatro Dramático Iugoslavo ao status de teatro representativo da expressão cênica moderna, muito além das fronteiras do antigo estado soviético. O Teatro Dramático Iugoslavo foi destruído por um incêndio em 17 de outubro de 1997, supostamente devido a um mau funcionamento da instalação. O teatro foi reconstruído, e o Grande Palco foi reaberto em 23 de maio de 2003 com uma noite de abertura apresentando a peça "Os Patriotas", de Јоvan Sterija Popović, dirigida por Dejan Mijač. Branko Cvejić, um ator, foi o assistente de direção e, desde 12 de julho de 2002, é o diretor do teatro. Outro diretor , Gorčin Stojanović, é o gerente desde 2001 e diretor artístico desde 12 de julho de 2002. O Grande Palco agora leva o nome da grande figura do teatro sérvio, Ljuba Tadić . Desde 2003 até o presente, o renovado Teatro Dramático Iugoslavo apresentou peças de Chekhov, Shakespeare, Bulgakov, Wedekind, Аndrejev, Ödön von Horváth, Ostrovsky, LaBute, Hristić, Dukovski, Srbljanović e Маrković . O Estúdio de Teatro Dramático Iugoslavo foi a terceira adição ao teatro e serve como um palco experimental para jovens autores e atores. 

## Usos históricos do edifício do Teatro Dramático Iugoslavo

### Manjež
Durante o tempo do Principado da Sérvia, havia um manege – um edifício  que era usado pelo esquadrão da Cavalaria Real. Era um edifício simples, de dois andares, com base alongada, que, algumas décadas depois, se tornaria a casa do conjunto do Teatro Nacional, porque o edifício principal foi danificado durante a Primeira Guerra Mundial . O antigo estábulo, popularmente conhecido como "Panículo de Madeira", serviu por um curto período aos admiradores do teatro. Em 1927, o prédio foi incendiado. A construção do novo edifício começou naquele mesmo ano. Seguindo o plano projetado pelo renomado arquiteto russo Nikolai Petrovich Krasnov, o novo edifício foi financiado pelos fundos dos acionistas. Concebida academicamente, a fachada principal foi animada por uma série de elementos arquitetônicos decorativos e esculturas alegóricas, do autor Vojislav Ratimirović Šikoparija, um escultor de Belgrado.  

### Edifício do teatro
O último edifício temporário da Assembleia foi inaugurado de 1931 a 1936. De 1929 a 1931, serviu como edifício de teatro ("O edifício em Vračar") quando o interior do edifício foi alterado devido à mudança temporária da Assembleia Nacional. 

### Depois da Segunda Guerra Mundial
Em 1947, o eminente arquiteto Моmčilo N. Belobrk  criou o projecto para a readaptação do edifício para espectáculos teatrais. A construção do Teatro Dramático Iugoslavo, como era oficialmente chamado na época, foi uma corajosa obra modernista e monumental. Permaneceu típico por sua longa fachada sem ornamentação. O arquiteto Моmčilo Belobrk deu um destaque especial ao átrio, no centro do qual havia uma pequena piscina decorativa com uma escultura de bronze, do escultor Boris Kalin. Belobrk não só modernizou o teatro, o que incluiu um novo tipo de palco, iluminação, acústica e arquibancada, mas também insistiu particularmente no design detalhado de todo o inventário do teatro, começando pelos ingressos. O novo tempo trouxe novas mudanças. A equipe de dois autores, um arquiteto, Đorđe Bobić, e um pintor acadêmico, Čedomir Vasić, criaram um novo conceito para a aparência do edifício, que incluía a combinação do antigo e do novo. Com base no concurso anunciado em 1997, que incluía a reconstrução, modernização e reparação detalhada do edifício, as obras começaram após o melhor projeto do jovem arquiteto Zoran Radojčić e amigos (como o autor chamava seus associados). O objeto foi avaliado como "uma intervenção modernista sensata" e hoje é palco de uma rica vida teatral no centro da capital. 

### O novo edifício
Em 1997, o arquiteto Zoran Radojičić venceu um concurso para a reconstrução do Teatro Dramático Iugoslavo em Belgrado. Dentro do escritório de projetos "Arktik", Radojičić e Dejan Miljković projetaram uma nova estrutura, e o interior foi projetado em cooperação com o arquiteto Ivan Milenković. Uma estátua do escultor Mrđan Bajić está no hall de entrada do teatro. 
O edifício ganhou os seguintes prêmios: 
- Prêmio da União de Arquitetos da Sérvia em 2005 (Teatro Dramático Iugoslavo, Belgrado)
- Prêmio de abril da Cidade de Belgrado para Arquitetura e Urbanismo para o objeto Teatro Dramático Iugoslavo em Belgrado 2004
- Prêmio da empresa "Novosti" de arquitetura 2003, para a melhor realização arquitetônica (Teatro Dramático Iugoslavo, Belgrado) 2004
- Grande Prêmio XXVI Salão de Arquitetura (Teatro Dramático Iugoslavo, Belgrado), 2004
- Prêmio BPB 2003 para o interior (Teatro Dramático Iugoslavo, Belgrado)